# Regina Cassolo Bracchi
Regina Cassolo Bracchi, nota nel mondo dell'arte semplicemente come Regina, nome con cui firmava le sue opere (Mede, 21 maggio 1894 – Milano, 14 settembre 1974), è stata una scultrice italiana, una delle protagoniste del secondo futurismo negli anni Trenta, e del Movimento Arte Concreta (MAC) negli anni Cinquanta del Novecento.

## Biografia
Regina Cassolo nasce a Mede Lomellina il 21 maggio 1894, primogenita di Angelo Cassolo e Rosa Poggi, gestori di una macelleria. Alla morte del padre nel 1911, la madre si fa carico della famiglia continuando il lavoro nel negozio.
Non è chiaro dove Regina abbia compiuto la sua prima formazione. Diversi profili biografici riportano si sia svolta presso il collegio delle Canossiane di Pavia e che in seguito Regina si sia diplomata all'Accademia di belle arti di Brera; altre ricerche ritengono che non vi siano tracce documentali per sostenere che tali studi e titoli siano stati effettivamente conseguiti.
Regina è stata allieva dello scultore figurativo torinese Giovanni Battista Alloati, amico di Giacomo Balla, Marinetti e Fillia; nel 1921 si trasferisce a Milano, dove sposa il pittore di origini valtellinesi Luigi Bracchi (Tirano 1892 - Milano 1978).

### Gli esordi
Le prime opere di Regina, negli anni Venti, comprendono sculture figurative in marmo e gesso, bassorilievi di animali. Anche se la maggior parte risulta di carattere tradizionale, alcune sculture, come Testa di donna, Testa di ragazzo, Due animali, esprimono una tendenza verso la semplificazione delle forme, conseguita attraverso l'introduzione di tratti geometrici e l'eliminazione dei dettagli, che potrebbero indicare la conoscenza, da parte della scultrice, delle avanguardie internazionali, e degli artisti di ambito europeo che allora perseguivano la sintesi primitivista e la sperimentazione nell'uso dei materiali: nella biblioteca personale dei coniugi Regina-Bracchi sono stati trovati un testo sullo scultore russo Ossip Zadkine, con esempi di sintesi delle forme nel trattamento dei volti, due monografie sullo scultore ucraino-americano Alexander Archipenko e due studi di Carl Einstein sulla scultura primitiva africana, della cui lettura vi è testimonianza nei taccuini di appunti redatti da Regina in quegli anni.
Nel 1928 Regina è presente alla prima "Mostra Regionale d'Arte Lombarda" presso la Permanente di Milano con i bronzi Testa di ragazzo (1925) e Popolana (1925 ca.).
Nel 1931 realizza la sua prima personale alla Galleria del Senato a Milano, in concomitanza con la mostra di pittura del marito Luigi Bracchi. La maggior parte delle opere presentate, oltre a quelle tradizionali in marmo e bronzo, come La popolana, è realizzata con materiali innovativi: alluminio (Bagnanti), celluloide (Bambina, Danzatrice) e latta (L'accademico), il cui uso la porterà ad allontanarsi gradualmente dall'attività figurativa.
La critica la accoglie piuttosto tiepidamente, riservando maggiore attenzione ai dipinti del marito. Un'eccezione è rappresentata dal critico d'arte Edoardo Persico, della rivista La casa bella, che nella sua recensione coglie elementi di novità e modernità nelle opere di Regina. Una cartolina postale del 1931 inviata alla scultrice, conservata presso l'Archivio Fermani, testimonia l'apprezzamento per le sue "modernissime" sculture in alluminio da parte del poliedrico artista futurista Fillia, segnale, per alcuni critici, di un rapporto di Regina con il futurismo, precedente alla mostra cui parteciperà nel 1933.

### Anni Trenta: l'esperienza futurista
L'evento che sancisce l'adesione formale di Regina al futurismo è la sua partecipazione, nel giugno 1933, alla mostra "Omaggio futurista a Umberto Boccioni” svoltasi alla Galleria Pesaro, in cui vengono esposte opere di oltre novanta artisti futuristi, declinate secondo i principi dell'aeropittura, dei paesaggi cosmici, dell'arte sacra. Sofà, una scultura in alluminio e latta, è una delle opere che Regina espone, interpretata dai contemporanei come un divertente "oggetto decorativo" e collocata non fra le sculture, ma nella sala dedicata «all'architettura, alla scenografia ed all'arte decorativa».
In una nuova mostra collettiva organizzata a Milano a dicembre, "Mostra futurista di aeropittura", introdotta da Marinetti e Munari, Regina presenta "ritratti in alluminio" e sculture polimateriche come Polenta e pesci, andata perduta, ritenuta la sua prima opera "programmaticamente" futurista, in quanto le opere esposte in precedenza erano state realizzate prima della sua adesione ufficiale al futurismo e la scelta del polimaterismo, a cui negli anni Trenta il gruppo dei futuristi milanesi guarda con rinnovato interesse, rappresenta una novità per l'artista.
In questa mostra si registra un cambio di prospettiva dal punto di vista della ricezione critica: le sue opere acquistano un nuovo valore, vengono definite sculture, e l'artista stessa viene annoverata dalla stampa tra gli artisti "più noti" del momento, accanto a Prampolini, Depero e Munari.
Nel marzo 1934 Regina firma con Bruno Munari, Carlo Manzoni, Gelindo Furlan e Riccardo Ricas, del gruppo futurista di Milano, il Manifesto tecnico dell’aeroplastica futurista.
Nello stesso anno, invitata da Fillia, partecipa per la prima volta alla XIX Biennale d'arte di Venezia nella "Mostra degli aeropittori futuristi italiani" con diverse opere, segnalate nel catalogo come "Gruppo A allumini (aerosensibilità)", "Gruppo B allumini (aerosensibilità)", fra cui Spiaggia, L'Accademico, Sofà, La signora provinciale.
Nel 1935 prende parte alla II Quadriennale di arte contemporanea di Roma, in cui secondo le direttive di Marinetti le opere presentate dai futuristi si concentrano su due categorie: "Vita fascista" e "Aeropittura", celebrando l'Italia fascista e la "vita aviatoria". Fra le opere esposte ci saranno Mussolini aviatore di Alfredo Ambrosi, Trisintesi di vita fascista di Alessandro Bruschetti, I figli della Lupa di RAM, Duce di Mino Rosso. Regina è presente con la scultura in metallo Piccola italiana.
Nel 1936 partecipa per la seconda volta alla Biennale di Venezia con le opere Aerosensibilità, L'amante dell'aviatore e due bassorilievi navali, Porto n.1 e Porto n.2, di cui si è perduta traccia. Aerosensibilità, che rappresenta una donna con la gamba sinistra accavallata, seduta su un cilindro, per le sue dimensioni e per la complessità strutturale è ritenuta una delle opere più impegnative realizzate da Regina; la posa, plasticamente molto elaborata, è ottenuta con la giunzione a incastro di numerosi fogli di alluminio. La progettazione dell'opera è avvenuta, come la scultrice era spesso solita, utilizzando dei cartamodelli ritagliati, fissati con spilli.
Nello stesso anno Regina realizza costumi per il Teatro Arcimboldi e, tra maggio e ottobre, partecipa alla Mostra internazionale di scenotecnica teatrale, organizzata da Enrico Prampolini, esponendo alcune sue opere, lo scenoplastico Viaggio al Polo (andato disperso) e quattro maschere di metallo. Sempre nello stesso anno prende parte ad una Mostra di Scenografia cinematografica a Como, presentando il suo lavoro Paese del Cieco, un plastico in cui cerca di tradurre il mondo sensibile di una persona non vedente, un "inno alle percezioni immateriali che trascendono i sensi", probabile eco del tattilismo marinettiano.
Dopo un lungo soggiorno con il marito a Parigi nel 1937, dove conosce Andé Breton e Léonce Rosenberg, e probabilmente visita l'Esposizione internazionale, Regina espone nella mostra "Gli aeropittori futuristi" presso la Galleria del Milione e successivamente partecipa alla XXI Biennale di Venezia. Nella sezione "Futuristi aeropittori d'Africa e Spagna" è presente la sua opera Sintesi di veliero dall'alto, che non risulta però citata nel catalogo curato da Marinetti.
Nel 1939 alla III Quadriennale dell'arte di Roma espone una scultura realizzata in ferro, Torre Littoria (in seguito chiamata solo Torre), che con Paese del cieco è ritenuta da alcuni critici un esempio del suo interesse per l'astrattismo.
La successiva Biennale (XXII, 1940), in cui espone Aeroferro di stratosfera e Aeroferro di donne abissine, copie in ferro delle maschere in alluminio già presentate alla mostra di scenotecnica della Triennale milanese del 1936, è l'ultima a cui partecipa la scultrice pavese, e quella che chiude la sua esperienza con il gruppo futurista.
Secondo lo studioso Paolo Campiglio, sul finire degli anni Trenta Regina avrebbe maturato una "crescente disillusione nei confronti del movimento marinettiano", di cui costituirebbe un segnale la riproposta, in alcune mostre collettive, di opere già presentate in precedenza.
Nella sua monografia su Regina, Vanni Scheiwiller attribuisce il rifiuto della scultrice all'invito di partecipazione alla Biennale di Venezia del 1942, alla sua contrarietà ad attenersi "rigorosamente" al tema fascista.

### Dagli anni Quaranta agli anni Settanta
(Regina Bracchi)
Negli anni Quaranta Regina si allontana dalle scene. Continua la sua ricerca sulla materia e sulla sua levità, sperimentando materiali come il plexiglas, l'acetato e il rhodoid, e si spinge verso l'astrazione, specie con gli studi sulla «geometria dei fiori», che produrranno opere come Fiore in gesso (1945) e Modulazioni (1946).
Regina è al corrente delle ricerche astratte europee, delle sperimentazioni polimateriche e sui plexiglas avviate fin dagli anni Trenta da Naum Gabo, e il terreno su cui opera è quello della ricerca continua e della sperimentazione avanguardista; intraprende nuove soluzioni tecniche e plastiche, nel percorso di de-materializzazione scultorea, di compenetrazione fra materia e vuoto, di cui sono esempio le Strutture sospese, sorrette da fili invisibili di nylon, e le composizioni con fili di ferro ed elementi in plexiglas. Il passaggio dalla natura alla forma pura si coglie in opere come Scultura spaziale (1947) o Scultura concreta (1950).
Nel 1951 si avvicina al MAC, il Movimento arte concreta, fondato a Milano nel 1948 da Gillo Dorfles, Gianni Monnet, Bruno Munari e Atanasio Soldati con lo scopo di dar vita a un linguaggio artistico "concreto", basato sulla personale immaginazione e intuizione dell'artista, reso attraverso “immagini di forma-colore", contro ogni riferimento figurativo o significato simbolico.
Rimane attiva nel movimento fino al suo scioglimento, nel 1958, per approdare poi verso un astrattismo rigoroso.
Negli anni Sessanta ritorna al futurismo e stringe amicizia con il poeta e critico d'arte Carlo Belloli. Approfondisce il suo interesse per il linguaggio non verbale, per i suoni della natura e del paesaggio. In Il linguaggio del canarino (1966), decifra i versi del suo canarino, e li traduce in poesia visiva, una ripresa del paroliberismo futurista, accompagnandoli con nove tempere su carta trasparente.
Nel 1969 e 1970 partecipa a due mostre dedicate al futurismo e all'aeropittura, "Nuovi materiali, nuove tecniche" (Caorle) e "Aeropittura futurista", con alcune opere che risentono ancora delle suggestioni dei voli spaziali: Sputnik e Terra-Luna (1955), due studi per Astronauti.
Nel 1971 la scultrice pavese affermerà: «Nel futurismo sono stata sempre autonoma e cioè ho lavorato secondo la vera essenza del futurismo, tanto che possono essere futuriste anche le mie ultime opere».
Muore il 14 settembre 1974 per le conseguenze di una caduta accidentale nella sua casa di Milano.

## Mostre postume
- 1976, Centro artistico culturale Giuseppe Amisani, Regina, una scultrice d'avanguardia
- 1979-1980, Modena, Regina, 1894-1974: continuità dell'avanguardia in Italia. Catalogo della mostra a cura di Marisa Vescovo, 1979
- 1983, Milano, Galleria Arte Centro
- 1985, Valenza, Centro Comunale di Cultura, 23 febbraio - 24 marzo 1985, Regina. Catalogo della mostra a cura di Alberto Veca, 1985
- 1985, Milano, Koh-I-Noor Centro Culturale, 8-29 marzo 1985, Regina (1894-1974). Sculture e disegni. Catalogo della mostra a cura di Luciano Caramel, stampa 1985
- 1990, Mantova, Casa del Mantegna, 10 marzo - 8 aprile 1990, Regina. Sculture carte disegni, 1925-1974. Catalogo della mostra, 1990
- 1991, Sartirana Lomellina, primavera-estate, Regina. Catalogo della mostra a cura di Luciano Caramel, 1991
- 2008, Piacenza, 15 novembre 2008 - 29 dicembre 2008, Regina o l'avanguardia mentale
- 2009, Milano, Regina futurista: opere degli anni Trenta. Catalogo della mostra a cura di Rachele Ferrario
- 2009, Milano, Barbara Benedetta Regina. Omaggio alle donne del Futurismo[30]
- 2010, Palazzolo sull'Oglio, Fondazione Ambrosetti, Regina: futurismo, arte concreta e oltre[31]
- 2021, GAMeC (Galleria D'Arte Moderna e Contemporanea di Bergamo), 28 aprile 21-29 agosto 2021, Regina. Della scultura[32]

## Il museo Regina e l'Archivio Fermani
Il Museo "Regina" situato nel Castello di Mede, Pavia, viene istituito nel 2004 con la donazione delle opere di Regina al suo Comune natale, da parte del marito, dopo la morte della scultrice. Comprende 48 sculture e cinquecento tra disegni, tempere e collages di Regina, fino agli anni Cinquanta: le opere futuriste in alluminio (Aerosensibilità, L'amante dell'aviatore, La Danzatrice e La Piccola Italiana), le creazioni in gesso (Testa di ragazzo, Ritratto di Luigi Bracchi, Scultura Concreta, Fiore a tre petali e Canarino), e in marmo (Il ritratto di Mariuccia Rognoni).
Un altro nucleo delle sue opere, e soprattutto il suo archivio, si trovano a Milano, presso la collezione e l'archivio di Zoe e Gaetano Fermani, amici dell'artista e custodi della sua opera e della sua memoria.

### Cataloghi Mostre
- Campiglio, Paolo (a cura di), Regina. Futurismo, arte concreta e oltre. Catalogo della mostra Palazzolo sull'Oglio, Palazzo Panella, 18 gennaio - 9 aprile 2010, Palazzolo sull'Oglio, Fondazione Ambrosetti Arte Contemporanea, 2009.
- Caramel, Luciano (a cura di), Regina (1894-1974). Sculture e disegni, [Catalogo della mostra Milano, Koh-I-Noor Centro Culturale, 8-29 marzo 1985], Milano, 1985.
- Caramel, Luciano (a cura di), Regina, [Catalogo della mostra tenuta a Sartirana Lomellina nel 1991], Milano, Electa, 1991, ISBN 9788843534012.
- Cassolo Bracchi, Regina, Regina : futurismo, arte concreta e oltre, [Catalogo della mostra tenuta a Palazzolo sull'Oglio, Fondazione Ambrosetti, dal 18 gennaio al 9 aprile 2010], Palazzolo sull'Oglio (BS), Fondazione Ambrosetti arte contemporanea, 2009, OCLC 898561363.
- Ferrario, Rachele (a cura di), Regina futurista : opere degli anni Trenta, [Catalogo della mostra, Milano, Galleria Spaziotemporaneo, marzo-aprile 2009], Milano, Spaziotemporaneo, 2009.
- Masinari, Giuseppe (a cura di), Regina : una scultrice d'avanguardia : 1. mostra postuma, Mede, Centro artistico culturale Giuseppe Amisani, 1976.
- Serra, Patrizia; Sinisi Silvana; Bandini Mirella; Bartoli Francesco (a cura di), Regina. Sculture, carte, disegni 1925-1974, [Mostra tenuta a Mantova, Casa del Mantegna 10 marzo-8 aprile 1990], Mantova, Publi-Paolini, 1990.
- Società per le Belle Arti ed Esposizione Permanente (a cura di), Barbara Benedetta Regina : omaggio alle donne del futurismo : 7-22 febbraio 2009, [catalogo della Mostra alla Permanente di Milano, 2009], Milano, Società per le belle arti ed esposizione permanente, 2009, OCLC 799880958.
- Veca, Alberto (a cura di), Regina, [Catalogo della mostra Valenza, Centro Comunale di Cultura, 23 febbraio - 24 marzo 1985], Valenza, Centro Comunale di Cultura, 1985.
- Vescovo, Marisa (a cura di), Regina : 1894-1974 : continuità dell'avanguardia in Italia, [Pubbl. in occasione della mostra tenuta a: Modena, 16 dicembre 1979-15 gennaio 1980], Modena, Cootip, 1979, OCLC 849050412.

### Studi
- Belloli, Carlo, Regina: dall'aeroplastica allo strutturalismo in oggettivo, in Futurismo Oggi, n. 11-12, 1974.
- Bentivoglio, Mirella; Franca Zoccoli, Le futuriste italiane nelle arti visive, De Luca, 2008, ISBN 9788880167952.
- Bossaglia, Rossana; Susanna Zatti (a cura di), Futurismo pavese, Pavia, Ticinum, 1983.
- Bracchi, Regina, Regina : il linguaggio del canarino [con due scritti di Luigi Bracchi e Silvio Ceccato], Milano, All'insegna del pesce d'oro, 1971.
- Fermani, Gaetano, Vanni Scheiweller (a cura di), Regina : nove sculture, quindici poesie inedite; con uno scritto di Carlo Belli, Milano, All'insegna del pesce d'oro, 1983, OCLC 797428663.
- Sacchini, Paolo, L’immagine del potere fascista nella scultura futurista degli anni Trenta, in Ricerche di S/Confine, vol. 1, n. 1, 2010,  pp. 95-117. URL consultato il 6 maggio 2021.
- Sacchini, Paolo, Regina Bracchi (1894-1974). Dagli esordi al Secondo Futurismo, Università degli Studi di Parma, 2012. URL consultato il 6 maggio 2021.
- Salaris, Claudia, Le futuriste. Donne e letteratura d'avanguardia in Italia (1909-1944), Milano, Edizioni delle donne, 1982.
- Scheiwiller, Vanni (a cura di), Regina; con Il Manifesto Tecnico Dell'Aeroplastica Futurista, Milano, All'insegna del pesce d'oro, 1971.
- Zelaschi, Anna, Regina Prassede Cassolo Bracchi, Varzi, Guardamagna, 2010.